# Corte de Cabelo
Pour plus de détails, voir Fiche technique et Distribution.
Corte de Cabelo est un film portugais indépendant réalisé par Joaquim Sapinho, sorti en 1995. Il a été présenté notamment au Festival international du film de Locarno.

## Synopsis
Rita, dix-neuf ans, travaille à la parfumerie du centre commercial. Elle met à l'épreuve l'affection de son fiancé le jour de leur mariage, en décidant de se couper les cheveux, alors qu'il l'attend à la mairie,.

## Fiche technique
- Réalisation : Joaquim Sapinho
- Scénario : Joaquim Sapinho, Manuela Viegas, Amândio Coroado
- Producteur : Amândio Coroado
- Photographie : Luís Correia
- Montage : Manuela Viegas
- Genre : Comédie dramatique[3]
- Langue : Portugais brésilien[4]
- Société de production : Rosa Filmes
- Durée : 91 minutes
- Date de sortie : 1995

## Distribution
- Carla Bolito (pt) : Rita
- Marco Delgado (pt) : Paulo
- Francisco Nascimento : Lucas
- Orlando Sérgio : l'homme noir
- Manuela de Freitas (pt)

## Distinctions
- 1995 : Festival international du film de Locarno[2] : nommé pour le Golden Leopard[5]
- 1996 : Festival du film d'Angers : Procirep Award pour Joaquim Sapino
- 1996 : Festival international du film de Valence : Moon of Valencia pour Joaquim Sapino
- 1996 : Festival du film de Genève : prix de la meilleure actrice pour Carla Bolito